# Bertrichamps
Bertrichamps est une commune française située dans le département de Meurthe-et-Moselle en région Grand Est.

## Géographie

### Localisation
Située au pied des Vosges, Bertrichamps, qui a l'allure d'un petit bourg, se trouve sur la rive droite de la Meurthe. Entourée de coteaux et des forêts à une altitude de 266 à 422 mètres. Le village a une superficie de 1966 ha qui le classe 5e sur 164 dans l'arrondissement. Bertrichamps se trouve à égale distance de Baccarat et de Raon-l'Étape.

### Géologie et relief
Hydrogéologie et climatologie : Système d’information pour la gestion des eaux souterraines du bassin Rhin-Meuse :
Territoire communal : Occupation du sol (Corinne Land Cover); Cours d'eau (BD Carthage),
Géologie : Carte géologique; Coupes géologiques et techniques,
 Hydrogéologie : Masses d'eau souterraine; BD Lisa; Cartes piézométriques.

### Sismicité
Commune située dans une zone 2 de sismicité faible.

### Hydrographie
La commune est dans le bassin versant du Rhin au sein du bassin Rhin-Meuse. Elle est drainée par la Meurthe, le ruisseau de Clairu, le ruisseau de la Chapelle, le ruisseau de Viombois et le ruisseau des Grands Fins,,.
La Meurthe, d'une longueur de 161 km, prend sa source dans la commune du Valtin et se jette  dans la Moselle à Pompey, après avoir traversé 53 communes. Les caractéristiques hydrologiques de la Meurthe sont données par la station hydrologique située sur la commune de Baccarat. Le débit moyen mensuel est de 16,7 m3/s. Le débit moyen journalier maximum est de 344 m3/s, atteint lors de la crue du 10 avril 1983. Le débit instantané maximal est quant à lui de 393 m3/s, atteint le même jour.

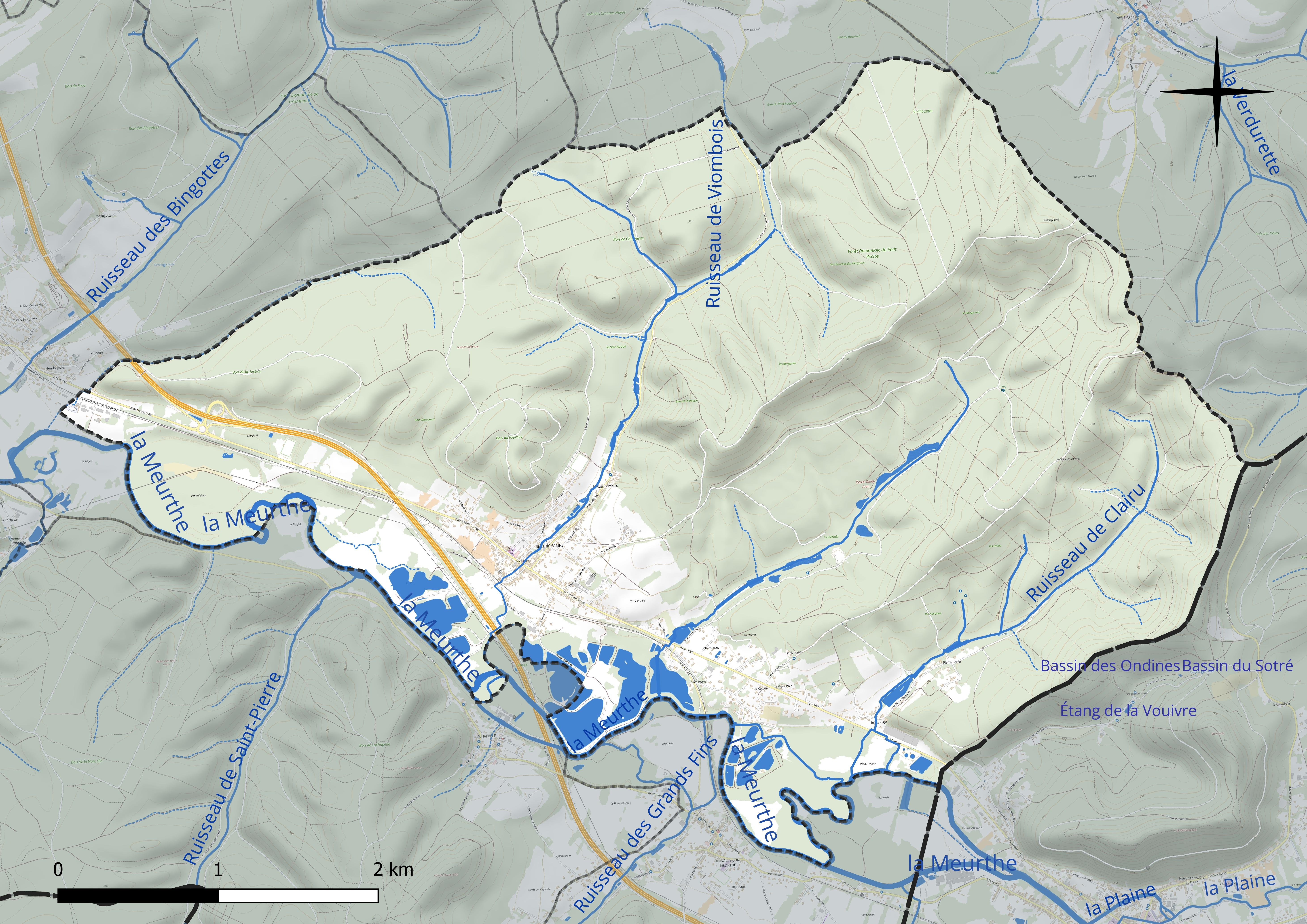
Réseau hydrographique de Bertrichamps.

### Climat
Pour des articles plus généraux, voir Climat du Grand Est et Climat de Meurthe-et-Moselle.
En 2010, le climat de la commune est de type climat des marges montargnardes, selon une étude du Centre national de la recherche scientifique s'appuyant sur une série de données couvrant la période 1971-2000. En 2020, Météo-France publie une typologie des climats de la France métropolitaine dans laquelle la commune est exposée à un climat semi-continental et est dans la région climatique  Vosges, caractérisée par une pluviométrie très élevée (1 500 à 2 000 mm/an) en toutes saisons et un hiver rude (moins de 1 °C). 
Pour la période 1971-2000, la température annuelle moyenne est de 9,8 °C, avec une amplitude thermique annuelle de 16,9 °C. Le cumul annuel moyen de précipitations est de 1 038 mm, avec 12,5 jours de précipitations en janvier et 10,3 jours en juillet. Pour la période 1991-2020, la température moyenne annuelle observée sur la station météorologique de Météo-France la plus proche, « St Maurice », sur la commune de Saint-Maurice-aux-Forges à 10 km à vol d'oiseau, est de 10,5 °C et le cumul annuel moyen de précipitations est de 837,4 mm. 
La température maximale relevée sur cette station est de 39,2 °C, atteinte le 25 juillet 2019 ; la température minimale est de −19,9 °C, atteinte le 1er mars 2005,,. 
Les paramètres climatiques de la commune ont été estimés pour le milieu du siècle (2041-2070) selon différents scénarios d'émission de gaz à effet de serre à partir des nouvelles projections climatiques de référence DRIAS-2020. Ils sont consultables sur un site dédié publié par Météo-France en novembre 2022.

### Intercommunalité
Commune membre de la Communauté de communes du Territoire de Lunéville à Baccarat.
Le territoire de la commune est limitrophe de 7 communes, dont une commune, Raon-l'Étape, se trouve dans le département voisin des Vosges.
| Baccarat   | Merviller - Veney     | Neufmaisons           |
|            | Bertrichamps          |                       |
| Lachapelle | Thiaville-sur-Meurthe | Raon-l'Étape (Vosges) |

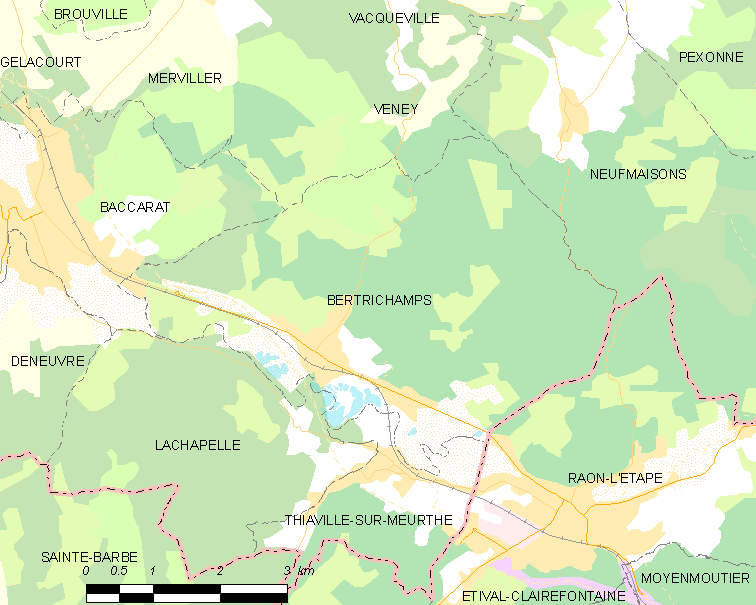
Carte de la commune.
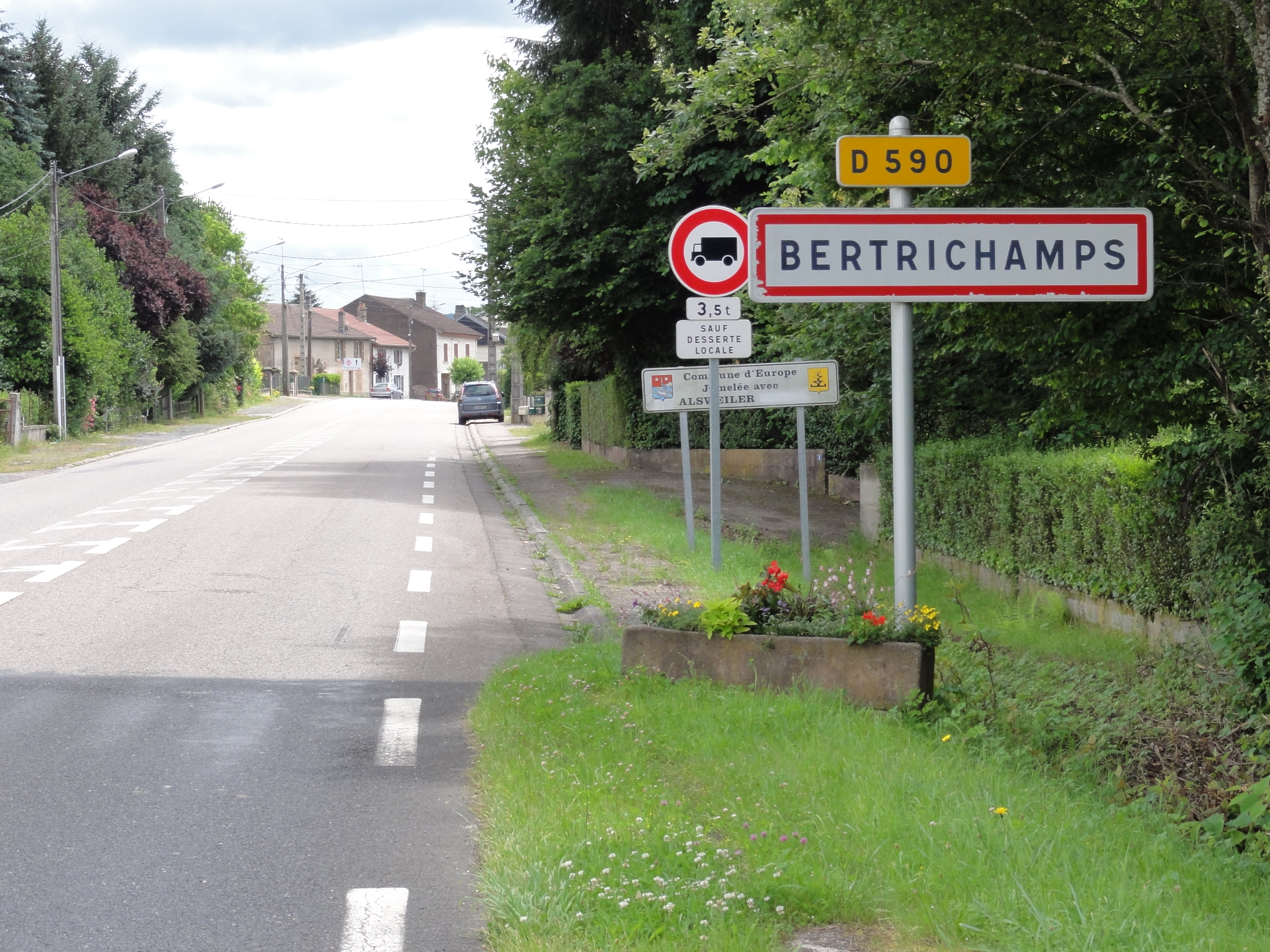
Entrée de Bertrichamps.

### Voies de communications et transports

#### Voies routières
- D 590 vers Baccarat, Thiaville-sur-Meurthe[17].
- D 167a vers Viombois.

#### Transports en commun
- Fluo Grand Est.

##### SNCF

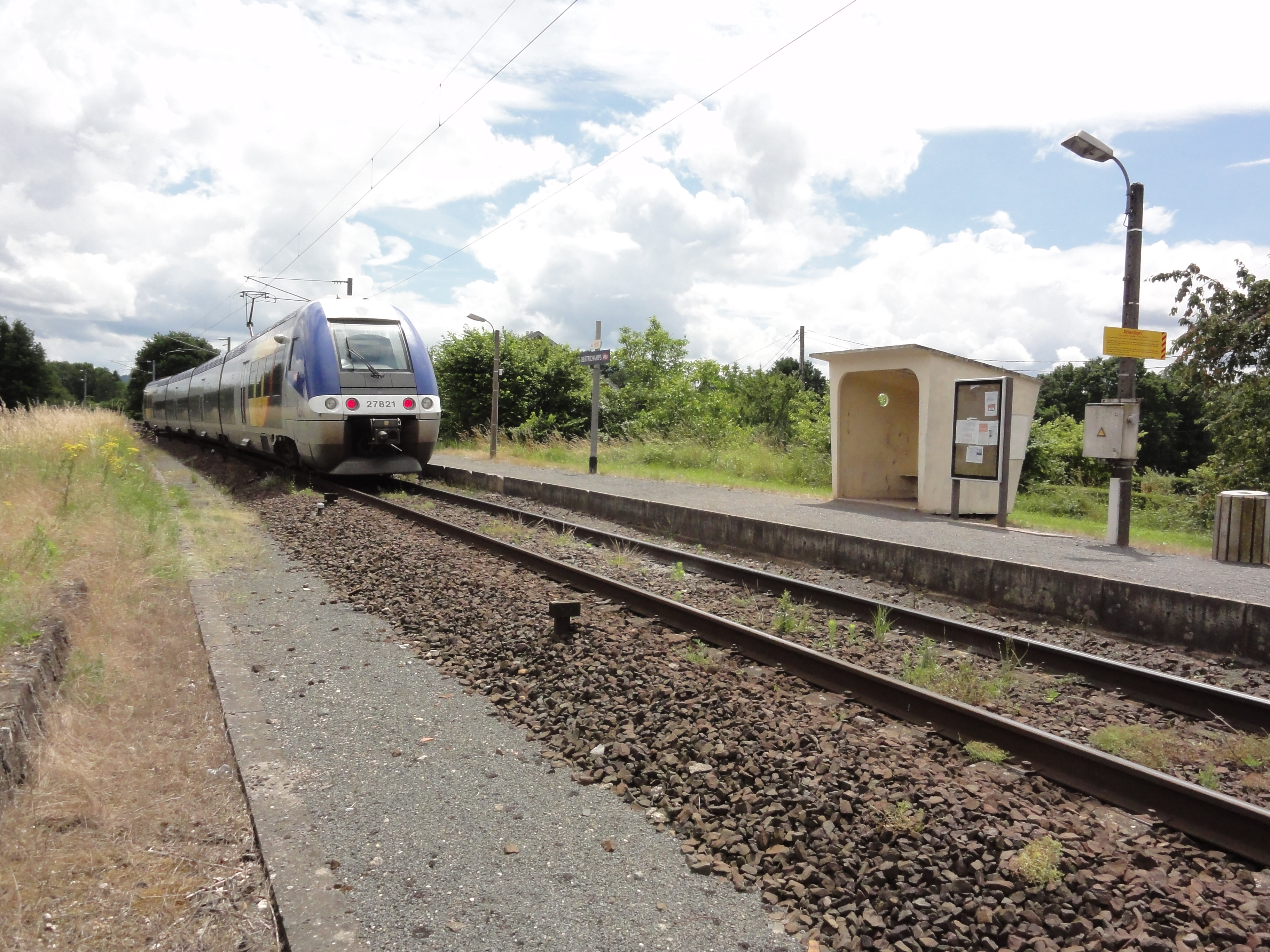
Gare de Bertrichamps.

- Gare de Bertrichamps,
- Gare de Thiaville,
- Gare de Baccarat,
- Gare d'Étival-Clairefontaine,
- Gare d'Azerailles.

## Urbanisme

### Typologie
Au 1er janvier 2024, Bertrichamps est catégorisée commune rurale à habitat dispersé, selon la nouvelle grille communale de densité à sept niveaux définie par l'Insee en 2022.
Elle appartient à l'unité urbaine de Raon-l'Étape, une agglomération inter-départementale regroupant trois  communes, dont elle est une commune de la banlieue,,. Par ailleurs la commune fait partie de l'aire d'attraction de Baccarat, dont elle est une commune de la couronne,. Cette aire, qui regroupe 13 communes, est catégorisée dans les aires de moins de 50 000 habitants,.

### Occupation des sols
L'occupation des sols de la commune, telle qu'elle ressort de la base de données européenne d’occupation biophysique des sols Corine Land Cover (CLC), est marquée par l'importance des forêts et milieux semi-naturels (80,3 % en 2018), en diminution par rapport à 1990 (81,3 %). La répartition détaillée en 2018 est la suivante : forêts (67,4 %), milieux à végétation arbustive et/ou herbacée (12,9 %), zones agricoles hétérogènes (8,9 %), zones urbanisées (6,7 %), prairies (2,1 %), eaux continentales (2 %). L'évolution de l’occupation des sols de la commune et de ses infrastructures peut être observée sur les différentes représentations cartographiques du territoire : la carte de Cassini (XVIIIe siècle), la carte d'état-major (1820-1866) et les cartes ou photos aériennes de l'IGN pour la période actuelle (1950 à aujourd'hui).

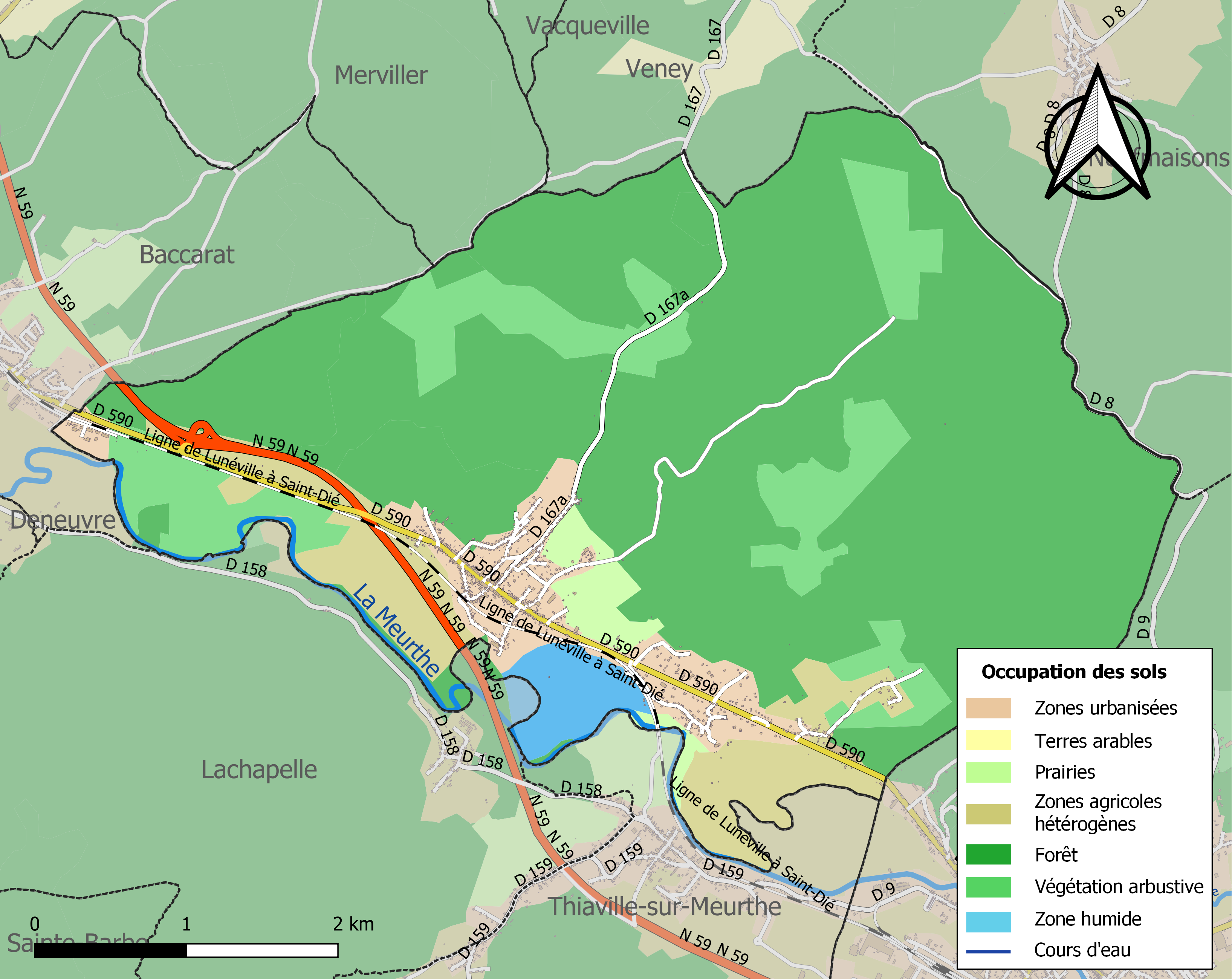
Carte des infrastructures et de l'occupation des sols de la commune en 2018 (CLC).

## Toponymie
Le nom de Bertrichamps résulte de l'association de Bertricus ou Bertrich, nom propre d'origine germanique, et de campus, mot latin désignant le champ ou la terre destinée à la culture.

## Histoire
L'occupation de Bertrichamps et ses environs remonte à l'Antiquité. En témoigne le tumulus (Menhir, Pierre Borne ou Pierre levée), entre Bertrichamps et Raon-l’Étape.
L'histoire de Bertrichamps, anciennement "Bertrici campus", est, durant la période médiévale et jusqu'en 1648, liée à celle de l'abbaye de Senones et de l'ancien évêché de Metz est mentionné en 1152 dans un document du pape Eugène III.
8 légionnaires de Bertrichamps, titulaires de la Légion d'honneur :
Eugène Gérardin,
Théophile Constant Boury,
Lucien Victor Mayer,
Jean-Baptiste Miot,
Louis-Marie-Antoine Boulin,
Jean-Louis Thirion,
Paul Dubois,
Félix-Jean-Baptiste Ferry.
44 jeunes soldats américains de la 100ème Division Américaine d’Infanterie ont perdu la vie, en novembre 1944, durant les combats extrêmement violents pour la délivrance de la commune. Leurs corps ont rejoints les 5 211 autres au cimetière américain d’Épinal.
Deux habitants ont par ailleurs été admis parmi les 4281 Justes parmi les nations de France pour avoir sauvé des personnes juives persécutées par le régime nazi et le gouvernement de Vichy :
Camille Marchal,
Émile Marchal.

## Politique et administration
| Période                                  | Période  | Identité        | Étiquette | Qualité                                              |
| ---------------------------------------- | -------- | --------------- | --------- | ---------------------------------------------------- |
| Les données manquantes sont à compléter. |          |                 |           |                                                      |
| avant 1981                               | ?        | Yves Cuny       | MRG       | Conseiller général du canton de Baccarat (1970-1982) |
| 1988                                     | 1993     | Jacques Charton |           | Chef d'atelier                                       |
| avant mars 2001                          | mai 2020 | Bernard Miclo   |           | Artisan                                              |
| mai 2020                                 | En cours | Laure Vourion,  |           | Profession libérale                                  |

### Budget et fiscalité 2021
En 2021, le budget de la commune était constitué ainsi :
- total des produits de fonctionnement : 722 000 €, soit 647 € par habitant ;
- total des charges de fonctionnement : 545 000 €, soit 488 € par habitant ;
- total des ressources d'investissement : 430 000 €, soit 385 € par habitant ;
- total des emplois d'investissement : 282 000 €, soit 253 € par habitant ;
- endettement : 61 000 €, soit 55 € par habitant.

Avec les taux de fiscalité suivants :
- taxe d'habitation : 11,91 % ;
- taxe foncière sur les propriétés bâties : 29,35 % ;
- taxe foncière sur les propriétés non bâties : 38,89 % ;
- taxe additionnelle à la taxe foncière sur les propriétés non bâties : 0,00 % ;
- cotisation foncière des entreprises : 0,00 %.

Chiffres clés Revenus et pauvreté des ménages en 2020 : médiane en 2020 du revenu disponible, par unité de consommation : 21 330 €.

## Population et société

### Démographie

#### Évolution démographique
L'évolution du nombre d'habitants est connue à travers les recensements de la population effectués dans la commune depuis 1793. Pour les communes de moins de 10 000 habitants, une enquête de recensement portant sur toute la population est réalisée tous les cinq ans, les populations de référence des années intermédiaires étant quant à elles estimées par interpolation ou extrapolation. Pour la commune, le premier recensement exhaustif entrant dans le cadre du nouveau dispositif a été réalisé en 2006.

En 2022, la commune comptait 1 067 habitants, en évolution de −2,2 % par rapport à 2016 (Meurthe-et-Moselle : −0,13 %, France hors Mayotte : +2,11 %).
| 1793 | 1800 | 1806 | 1821 | 1831 | 1836 | 1841  | 1846  | 1851  |
| ---- | ---- | ---- | ---- | ---- | ---- | ----- | ----- | ----- |
| 701  | 749  | 815  | 887  | 879  | 991  | 1 060 | 1 081 | 1 069 |

| 1856  | 1861  | 1872  | 1876  | 1881  | 1886  | 1891  | 1896  | 1901  |
| ----- | ----- | ----- | ----- | ----- | ----- | ----- | ----- | ----- |
| 1 001 | 1 034 | 1 056 | 1 065 | 1 102 | 1 070 | 1 062 | 1 056 | 1 052 |

| 1906  | 1911  | 1921 | 1926 | 1931 | 1936 | 1946 | 1954 | 1962 |
| ----- | ----- | ---- | ---- | ---- | ---- | ---- | ---- | ---- |
| 1 078 | 1 074 | 960  | 939  | 894  | 874  | 705  | 766  | 824  |

| 1968 | 1975 | 1982  | 1990  | 1999  | 2006  | 2011  | 2016  | 2021  |
| ---- | ---- | ----- | ----- | ----- | ----- | ----- | ----- | ----- |
| 831  | 908  | 1 016 | 1 045 | 1 062 | 1 079 | 1 081 | 1 091 | 1 076 |

| 2022  | - | - | - | - | - | - | - | - |
| ----- | - | - | - | - | - | - | - | - |
| 1 067 | - | - | - | - | - | - | - | - |

### Enseignement
Établissements d'enseignements :
- Écoles maternelle et primaire.
- Collèges à Raon-l'Étape, Baccarat, Senones, Rambervillers.
- Lycées à Raon-l'Étape, Roville-aux-Chênes, Saint-Dié-des-Vosges.

### Santé
Professionnels et établissements de santé :
- Médecins à Bertrichamps, Baccarat, Raon-l'Étape,
- Pharmacies à Baccarat, Raon-l'Étape, Étival-Clairefontaine, Moyenmoutier,
- Hôpitaux à Baccarat, Raon-l'Étape, Badonviller.

### Cultes
- Culte catholique, Paroisse Sainte Thérèse du Val de Meurthe[41], Diocèse de Nancy-Toul.

## Économie

### Entreprises et commerces

#### Agriculture
- Culture et élevage associés.
- Élevage d'autres animaux.
- Culture de légumes, de melons, de racines et de tubercules.
- Exploitation forestière.

#### Tourisme
- Restauration traditionnelle, restauration de type rapide.
- Hébergements à Baccarat, Raon-l'Étape, Bazien.
- Terrain de camping et parcs pour caravanes ou véhicules de loisirs.

#### Commerces
- Fabrication de verre creux.
- Féculerie Boquel, puis usine de pâte à papier Mettnett, actuellement restaurant[42].
- Cristallerie ; usine de flaconnage[43].

## Culture locale et patrimoine

### Lieux et monuments

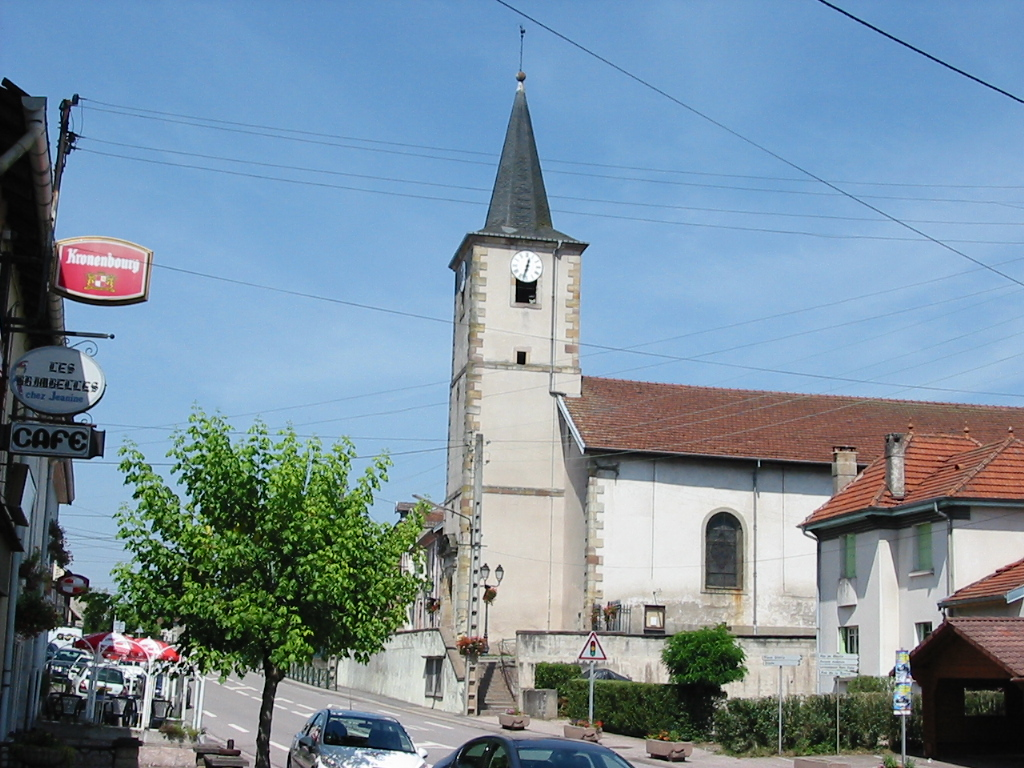
Église Saint-Jean-Baptiste[44].
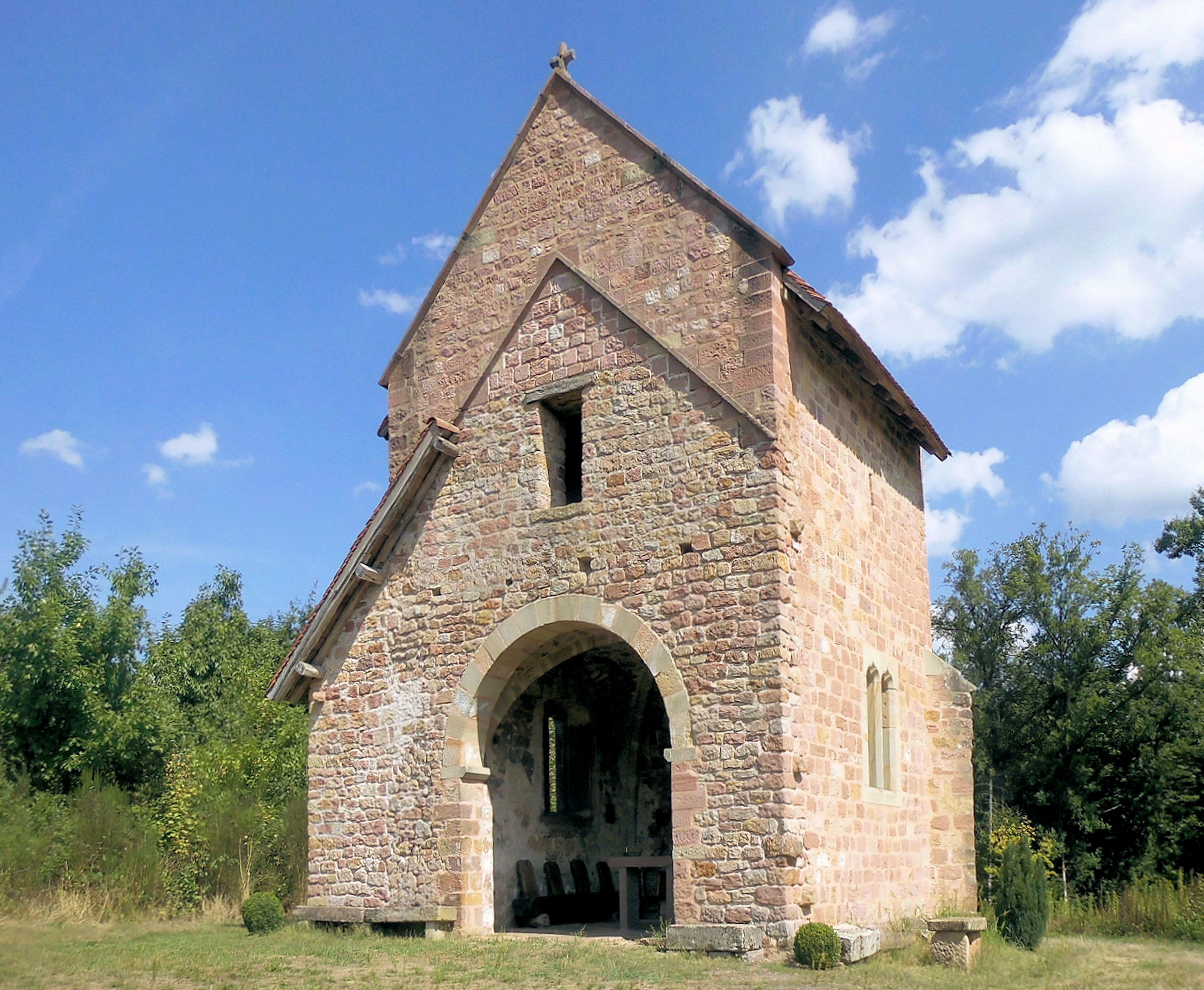
Chapelle Saint-Jean.
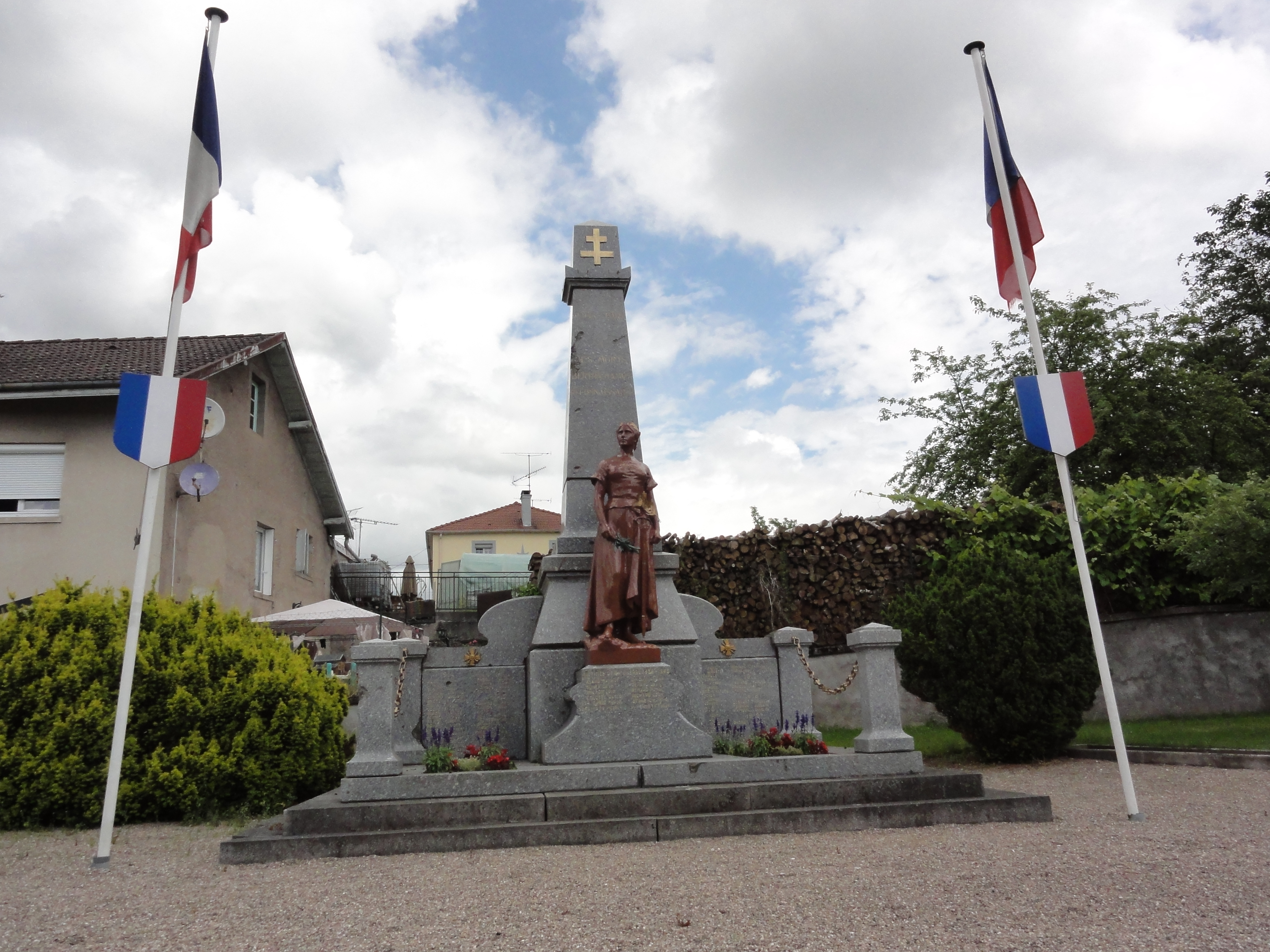
Monument aux morts.
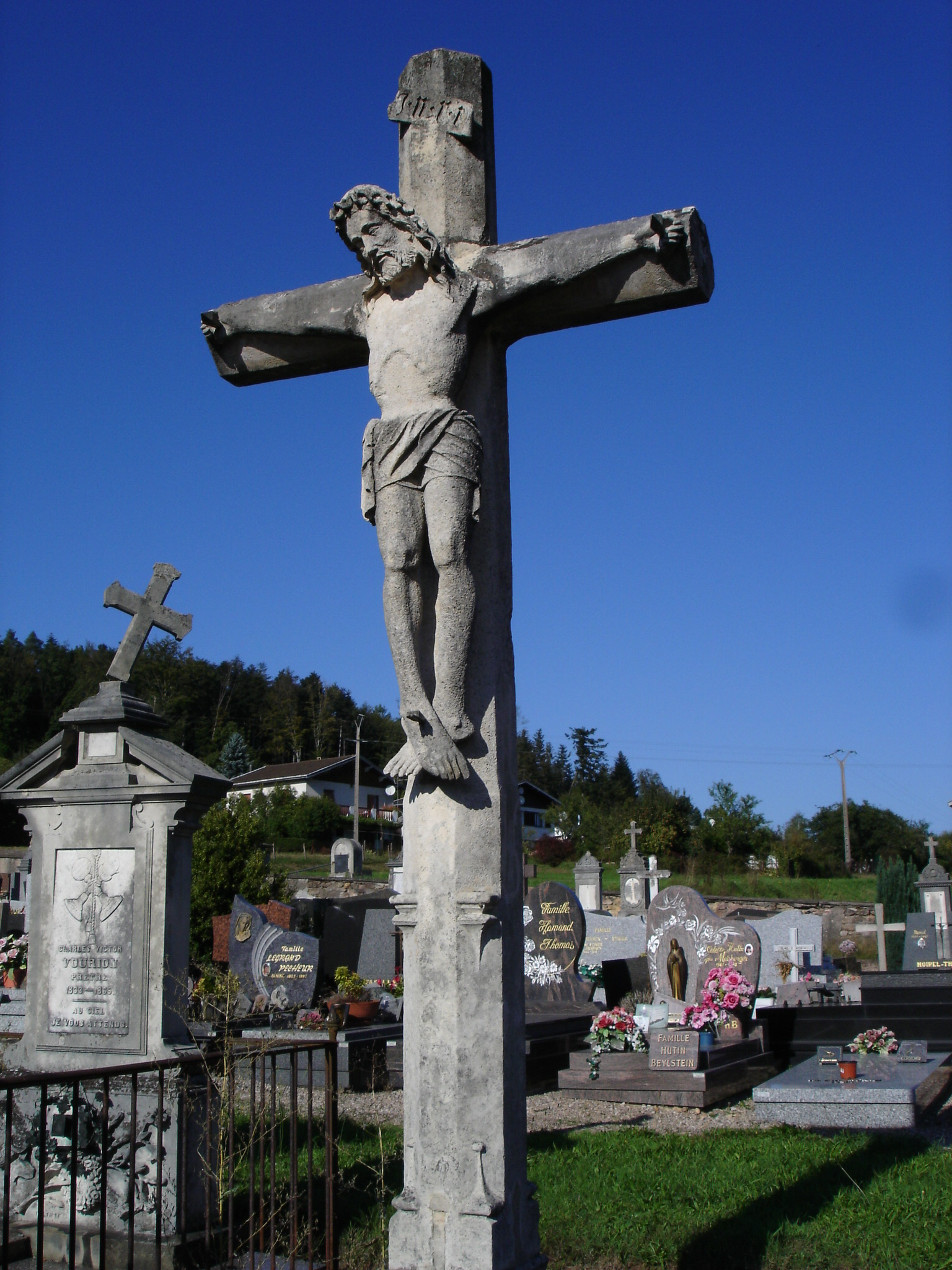
Croix du cimetière.
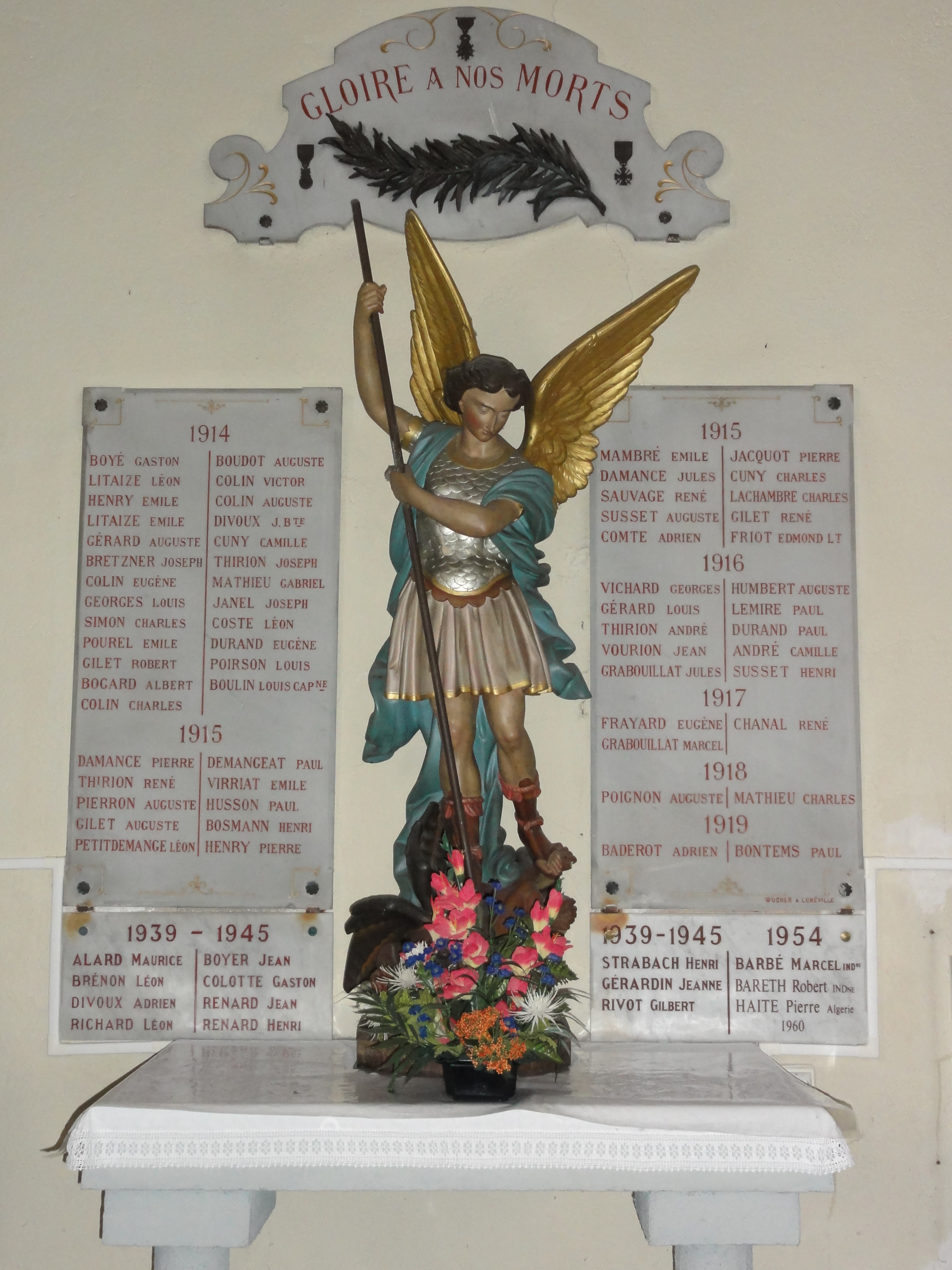
Plaques monument aux morts dans l'église.
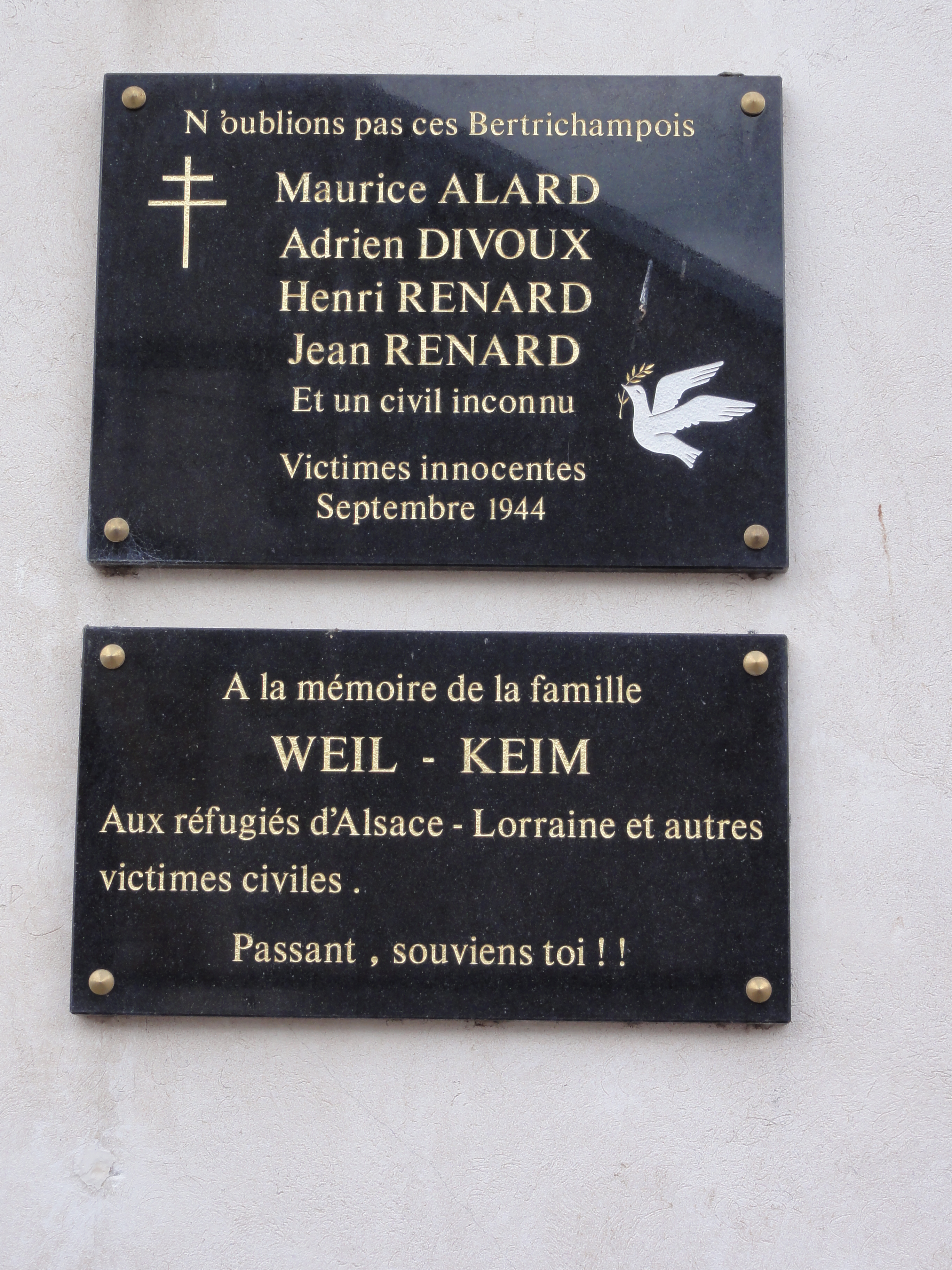
Plaques victimes civiles de guerre dans l'église.
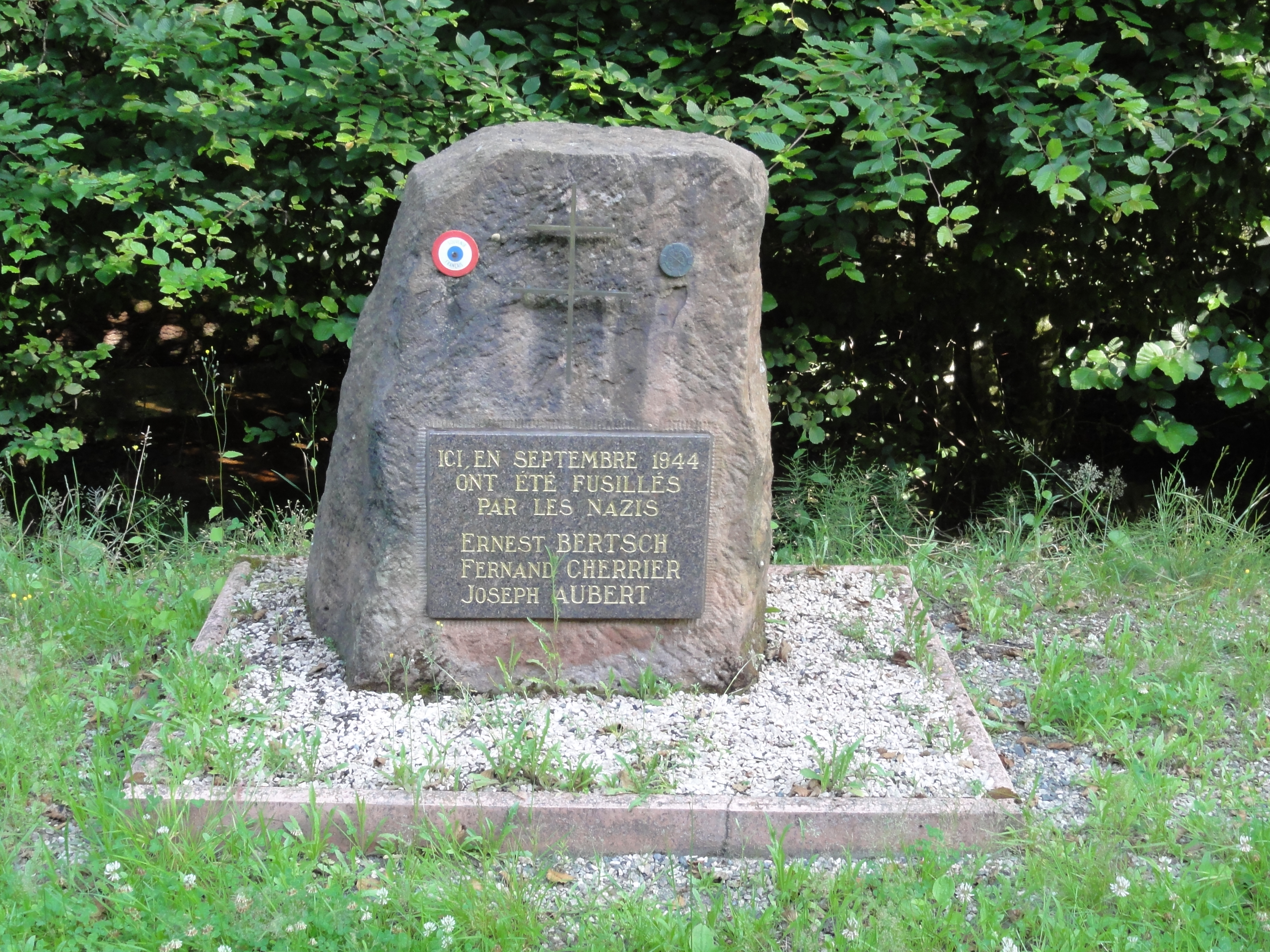
Mémorial des fusillés.

- Église Saint-Jean-Baptiste XVIIIe siècle[45], construite par Léopold de Lorraine[46] :

Lustres en cristal de Baccarat,, classés Monument historique au titre des objets mobiliers le 01 décembre 1960.
- Chapelle Saint-Jean XIIIe siècle[49],[50].
- Grand calvaire dans le cimetière : Christ en croix[51],[52].
- Monuments de commémoration :

Monument aux morts commémoration de 1914-1918 et 1839-1945 avec la statue de Perron, représentant "la Dignité" (1906).
Mémorial des fusillés (sur la D 167A).
* Jean, Lucien Boyer.
* Gaston, Richard Colotte.
Plusieurs plaques dans l'église commémorant les soldats et victimes civiles des guerres.
Plaque commémorative sur le mur du village.
- Tourbière de la Basse Saint-Jean[59].
- Menhir[60].

### Personnalités liées à la commune
- Maurice Alard, Adrien Divous, Jean et Henri Renard. Cérémonie commémorative du 8 mai 2012[61].

### Héraldique, logotype et devise
| Blason de Bertrichamps | Blason  | Coupé de l'Évêché de Metz, et d'or à trois bandes d'azur chargées de l'agneau pascal d'argent. |
| Blason de Bertrichamps | Détails | Bertrichamps dépendait de l'évêché de Metz. L'écu d'or aux trois bandes d'azur sont les armes de monseigneur d'Adhémar de Monteil qui donna une forêt à Bertrichamps. L'agneau pascal symbolise saint Jean-Baptiste, patron de la paroisse. Bertrichamps adopta ce blason le 12 juin 1978. |